# Füruzan
Pour les articles homonymes, voir Selçuk.
Füruzan, née Füruzan Çerçi le 29 octobre 1932 à Istanbul et morte le 11 février 2024 dans la même ville, est une écrivaine turque renommée des années 1970 et 1980. Elle est également connue sous les signatures Füruzan Yerdelen et Füruzan Selçuk.

## Biographie
Son recueil de nouvelles Parasız Yatılı paru en 1971 reçoit le prix de la nouvelle Sait-Faik-Abasıyanık. Trois ans plus tard paraît son premier roman, Kırk Yedi’liler.
Füruzan est aussi l'auteure d'un recueil de poésies et d'une pièce de théâtre.
En 1990, elle co-réalise Mes cinémas (Benim Sinemalarım), adaptation cinématographique d'une de ses nouvelles, parue en 1973. Le film est sélectionné aux festivals de Cannes (section « semaine de la critique ») et de Tokyo (« The Best of Asian Film »),,,. La fondation Turkish Cultural Foundation (en) le décrit comme l'un des films importants de l'année 1990.
Füruzan dépeint dans ses œuvres des personnages pauvres ou immigrés, souvent féminins. Elle se rend à plusieurs reprises en Allemagne pour y réaliser des reportages,.

### Famille
Füruzan épouse en 1958 le caricaturiste Turhan Selçuk.

## Œuvres

### Nouvelles
- Parasız Yatılı (Pensionnaire d’État), 1971  (ISBN 975-510-026-1) /  (ISBN 978-2-35848-008-6)
- Kus̜atma, 1972
- Benim Sinemalarim (Mes cinémas), 1973
- Gecenin Oteki Yuzu, 1982
- Gul Mevsimidir, 1985  (ISBN 975-363-257-6)

### Romans
- Kırk Yedi’liler (Ceux de 1947), 1974  (ISBN 975-510-213-2)
- Berlin'in Nar Çiçeği, 1988  (ISBN 975-510-002-4)

### Film
- 1990 : Benim Sinemalarım (Mes cinémas), réalisation